# Моули, Реймонд
Реймонд Чарльз Моули (иногда Рэймонд Молей; англ. Raymond Charles Moley; 27 сентября 1886, Береа, Огайо — 18 февраля 1975, Финикс, Аризона) — политический экономист, профессор, первоначально являвшийся ключевым сторонником Нового курса и советником президента США Франклина Рузвельта — принимал активное участие в формировании первого состава «мозгового треста» Рузвельта; с середины 1933 года начал переходить в ряды противников политики Нового курса; писал брошюры и статьи о роли правительства в экономике; его книга «After Seven Years» (1939) была одной из первых «атак» на Новый курс в целом — и до конца XX века оставалась одной из наиболее влиятельных.

## Работы
- Lessons in Democracy (1919)
- Commercial Recreation (1919)
- Facts for Future Citizens (1922)
- After Seven Years (1939)
- The Hays Office (1944)
- How to Keep Our Liberty (1952)
- The First New Deal (1966)